# Polldammer Wasserlauf
Der Polldammer Wasserlauf ist ein Bach in den Gemeinden Husby, Hürup und Wees im Kreis Schleswig-Flensburg im Norden der Halbinsel Angeln in Schleswig-Holstein. Der Polldammer Wasserlauf entspringt auf einem Feld 150 m westlich vom Husbyer Ortsteil Husbymühle (Lage). Er mündet nach 5,07 km im Weeser Ortsteil Rosgaard in die Munkbrarupau (Lage).
Im Digitalem Gewässerkundlichem Flächenverzeichnis (DGFV) des Landesamtes für Landwirtschaft, Umwelt und ländliche Räume des Landes Schleswig-Holstein (LLUR) hat der Polldammer Wasserlauf die Gewässernummer 48 im Bearbeitungsgebiet Flensburger Förde mit der Nummer 23. Sein Einzugsgebiet hat die Nummer 9611941 und eine Größe von 9,25 km².

## Verlauf
Der Polldammer Wasserlauf fließt in einer Rohrleitung von Husbymühle nach Westen, unterquert zwischen Husby und Gremmerup die Landesstraße L 268 und kommt zum ersten Mal nordöstlich des Gehöftes Wattschaukrug Nr. 7 an die Erdoberfläche. Zwischen den Flusskilometern 2,31 und 2,41 verläuft das Gewässer noch einmal in einer Rohrleitung. Der Polldammer Wasserlauf nimmt das Oberflächenwasser von Maasbüll, Wattschaukrug, den Norden von Husby, sowie Gremmerup und Ruhnmark auf. Kurz vor der Mündung am Durchlass der Straße Ruhnmark mündet von rechts das Rohrsystem Nr. 74 in den Polldammer Wasserlauf, das das südwestliche Süderholz entwässert. 
| Gewässer-Nr. | Gewässername          | Anlagenart                                  | Lage Länge / Breite         | Lauflänge [km] | Bemerkung                         |
| ------------ | --------------------- | ------------------------------------------- | --------------------------- | -------------- | --------------------------------- |
| 48           | Polldammer Wasserlauf | Kontrollschacht                             | 54° 46′ 23″ N, 9° 35′ 31″ O | 0              | Beginn des Wasserkörpers          |
| 48           | Polldammer Wasserlauf | Rohrleitung ⌀ 0,15 m                        | 54° 46′ 27″ N, 9° 35′ 25″ O | 0,16371        | ohne Gewässereigenschaft          |
| 48           | Polldammer Wasserlauf | Rohrleitung ⌀ 0,5 m                         | 54° 46′ 28″ N, 9° 34′ 2″ O  | 1,7721         | Wasserlauf ab hier oberirdisch    |
| 48           | Polldammer Wasserlauf | Graben, 2 m tief, mittlere Sohlbreite 0,6 m | 54° 46′ 39″ N, 9° 33′ 46″ O | 2,31346        | Wasserlauf ab hier in Rohrleitung |
| 48           | Polldammer Wasserlauf | Rohrleitung ⌀ 0,6 m                         | 54° 46′ 39″ N, 9° 33′ 41″ O | 2,41130        | Wasserlauf ab hier oberirdisch    |
| 48           | Polldammer Wasserlauf | Graben, 2 m tief, mittlere Sohlbreite 1,5 m | 54° 47′ 38″ N, 9° 32′ 47″ O | 5,07           | Mündung in die Munkbrarupau       |

Der Polldammer Wasserlauf ist im Wasserkörpersteckbrief der Bundesanstalt für Gewässerkunde (BfG) der Oberlauf des Wasserkörpers Munkbrarupau OL mit dem Code ff_03_a der vom Wasser- und Bodenverband Munkbrarupau verwaltet wird.

## Gewässerökologie und -chemie
Der Wasserkörpersteckbrief der Bundesanstalt für Gewässerkunde (BfG) weist den Wasserkörper Munkbrarupau OL als „erheblich verändert“ aus. Sein ökologisches Potenzial wird als „mäßig / schlechter als gut“ und sein chemischer Zustand wegen erhöhter Quecksilber- und Nitratgehalte als „nicht gut“ bewertet. Östlich der Unterführung des Polldammer Wasserlaufes an der Straße Ruhnmark befindet sich eine Messstelle für die Nährstoffwerte des Oberflächenwassers mit der Code-Nummer 126520.(Lage) Bis zum Jahre 2027 soll der ökologische und chemische Zustand des Gewässers den Wert „gut“ erreichen. Dies soll mit Maßnahmen zur Herstellung der Durchgängigkeit für Fische und eine Vitalisierung des Gewässers erreicht werden.